# Silfida
Silfida (fr. La Sylphide) je romantični balet v štirih dejanjih. Libreto je po zgodbi Charlesa Nodierja Trilby ou Le Lutin d’Argail spisal francoski operni pevec Adolphe Nourrit. 
Najbolj poznana različica baleta je na glasbo skladatelja Hermana Severina Løvenskiolda in s koreografijo Augusta Bournonvilla.
Prva slovenska premiera baleta Silfida je bila 19. decembra 1975 v Operi in baletu Slovenskega narodnega gledališča Maribor, doživela je 18 ponovitev. To je bila hkrati prva premiera baleta Silfida na področju nekdanje Jugoslavije. Zadnja premiera baleta Silfida je bila 8. marca 2011 na odru Cankarjevega doma v izvedbi SNG Opere iz Ljubljane.

## Različice

### Prva, izvirna različica
Prva premiera baleta je bila 12. marca 1832 v pariški operi, in sicer z glasbo Jeana Schneitzhoefferja in v koreografiji Filippa Taglionia, ki je balet koreografiral za svojo hčer, znamenito balerino Marie Taglioni. Koreografija se do danes ni ohanila.

### Druga različica
Premiera druge baletne verzije, t. i. Bournonvillove različice na glasbo Hermana Severina Loevenskiolda pa je bila 28. novembra 1836 v Kopenhagnu. Že ob svojem nastanku je zasenčila izvirno verzijo in se tako uvrstila med temelje baletne zakladnice. Ta verzija velja danes za enega prvih večjih romantičnih baletov.

### Ostale različice
Znana je tudi koreografija Mariusa Petipaja na glasbo skladatelja Riccarda Driga iz leta 1892.
Že leta 1834 je angleški skladatelj John Barnett napisal opero v dveh dejanjih The Mountain Sylph, ki temelji na zgoraj omenjeni Nodierjevi zgodbi.

## Plesne vloge
- James Ruben, kmečki fant
- Silfida, gozdna vila
- Gurn, Jamesov brat
- Effie, Jamesova zaročenka
- stara Madge, vaška čarovnica
- Effijina mati
- poročne priče, gostje, čarovnice, silfide ...

## Vsebina
Zgodba se dogaja na Škotskem.
Mladega kmečkega fanta Jamesa tik pred poroko zapelje Silfida. Ta ji sledi v čarobni domišljijski svet, z njegovim popotovanjem pa se začne tragična zgodba o mladeniču, ki za pravo ljubezen tvega življenje. 